# Miflex
Zakłady Podzespołów Radiowych Miflex SA w Kutnie (dawniej „Unitra-Miflex”) – polski zakład produkcyjny wytwarzający głównie bierne elementy elektroniczne, przede wszystkim kondensatory (papierowe i foliowe) oraz inne komponenty elektroniczne, takie jak generatory wysokiego napięcia, generatory iskry czy filtry przeciwzakłóceniowe.
Firma została założona w 1957, w latach 70. i 80. należała do Zjednoczenia Przemysłu Elektronicznego Unitra, a obecnie jest jednym z największych producentów biernych elementów elektronicznych w Polsce.
W celu zapewnienia najwyższej jakości produkowanych elementów w 2018 roku przedsiębiorstwo wdrożyło system jakości według ISO 9001:2015.

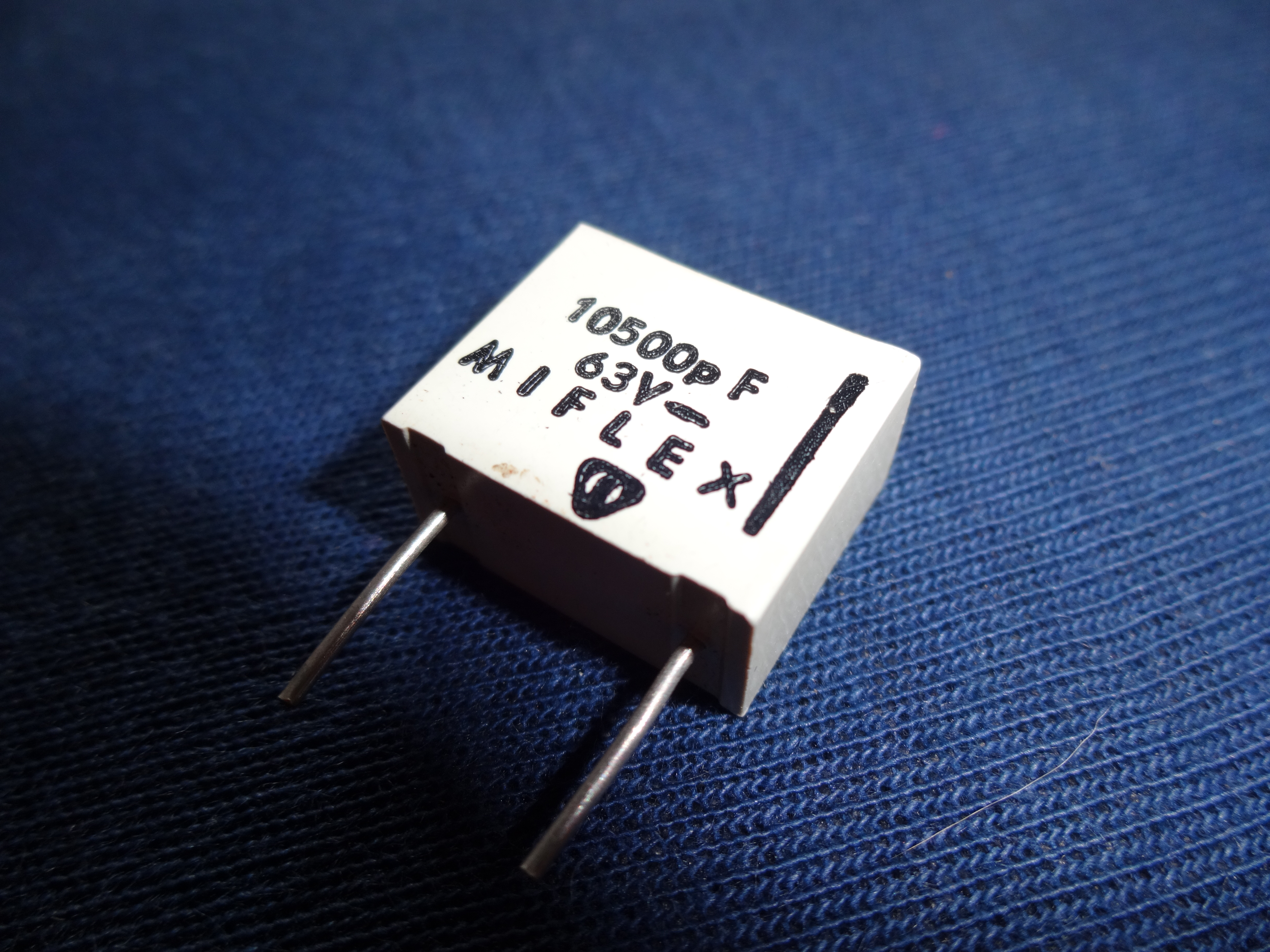
Kondensator Miflex